# Keltiberische Sprache

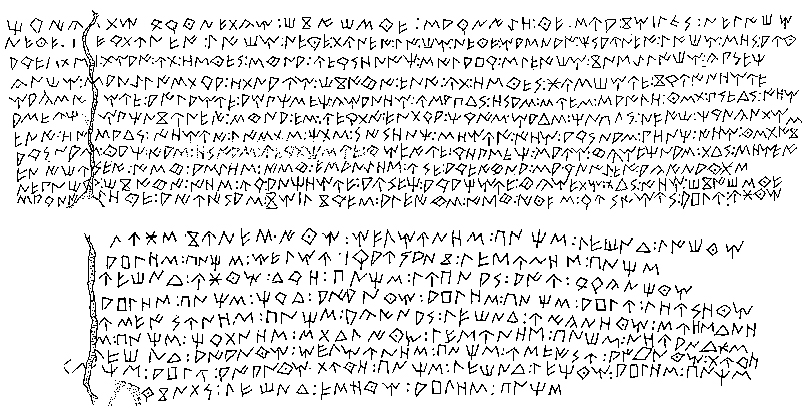
Inschrift auf der Tafel von Botorrita I

Verteilung der Sprachräume auf der iberischen Halbinsel um 300 v. Chr. Tartessische Sprache gepunktet, Keltiberische Sprachen beige, Iberische Sprache orange und die Aquitanische Sprache grün unterlegt.

Die keltiberische Sprache (auch als Keltiberisch, seltener als Iberokeltisch bezeichnet) ist die einzige südlich der Pyrenäen belegte keltische Sprache.

## Verwendung
Sie ist für die letzten Jahrhunderte vor der Zeitenwende als Sprache der keltiberischen Stämme belegt und wohl etwa zur Zeitenwende ausgestorben.

## Überlieferung
Das Keltiberische ist im Vergleich zum Gallischen schlecht belegt, aber immer noch besser als die anderen festlandkeltischen Sprachen Lepontisch und Galatisch. Neben zahlreichen Münzfunden waren es vor allem die Tafeln von Botorrita mit ihren zum Teil relativ langen Texten, die es den Sprachwissenschaftlern ermöglichten, ein etwas besseres Verständnis von der keltiberischen Sprache zu gewinnen.

## Schrift
Abgesehen von Botorrita II, die eine Inschrift in lateinischen Schriftzeichen enthält, zeigen die anderen drei Tafeln Inschriften im iberischen Alphabet, einem Silbenalphabet, das durch den Kontakt zur iberischen Kultur übernommen wurde.
Zur Schreibung der keltiberischen Sprache diente ansonsten auch noch die keltiberische Schrift.

## Verhältnis zu anderen keltischen Sprachen
Das Keltiberische weist engere Parallelen zu den anderen belegten festlandkeltischen Sprachen auf, gehört jedoch anders als diese zu den q-keltischen Sprachen. Zudem besitzt es einige sprachliche Eigenheiten, die sich ansonsten in den keltischen Sprachen so nicht wiederfinden. Es gilt daher als mitentscheidend für eine genauere Klassifizierung und Gliederung aller keltischen Sprachen.